# Roadracing-VM 2017
Världsmästerskapen i Roadracing 2017 arrangeras av Internationella motorcykelförbundet och innehåller klasserna MotoGP, Moto2 och Moto3 i Grand Prix-serien. Därutöver har klasserna Superbike, Supersport, Endurance och Sidovagnsracing världsmästerskapsstatus. 2017 gjorde också en ny VM-klass debut. Det är Supersport 300. VM-titlar delas ut till bästa förare och till bästa konstruktör.
| Världsmästare i roadracing 2017 | Världsmästare i roadracing 2017           | Världsmästare i roadracing 2017 |
| Klass                           | Mästare individuellt                      | Mästare konstruktörer           |
| ------------------------------- | ----------------------------------------- | ------------------------------- |
| MotoGP                          | Marc Márquez                              | Honda                           |
| Moto2                           | Franco Morbidelli                         | Kalex                           |
| Moto3                           | Joan Mir                                  | Honda                           |
| Superbike                       | Jonathan Rea                              | Kawasaki                        |
| Supersport                      | Lucas Mahias                              | Yamaha                          |
| Supersport 300                  | Marc García                               | Yamaha                          |
| Endurance                       | GMT 94 Yamaha (Checa, Canepa, Di Meglio ) | Yamaha                          |
| Sidvagn                         | B. Birchall/T. Birchall (Yamaha LCR)      | -                               |

## Grand Prix
Grand Prix-klasserna i roadracing är MotoGP, Moto2 och Moto3. De körs tillsammans under sammanhållna tävlingshelger. 

### Tävlingskalender
En preliminär tävlingskalender publicerades i september 2016. Den innehöll samma 18 Grand Prix på samma banor som 2016.
| Omgång | Datum        | Grand Prix     | Bana                    | Segrare Moto3 | Segrare Moto2     | Segrare MotoGP   |
| ------ | ------------ | -------------- | ----------------------- | ------------- | ----------------- | ---------------- |
| 1      | 26 mars^1    | Qatar          | Losail                  | Joan Mir      | Franco Morbidelli | Maverick Viñales |
| 2      | 9 april      | Argentina      | Termas de Río Hondo     | Joan Mir      | Franco Morbidelli | Maverick Viñales |
| 3      | 23 april     | Amerikas GP    | Circuit of the Americas | Romano Fenati | Franco Morbidelli | Marc Márquez     |
| 4      | 7 maj        | Spanien        | Jerez                   | Arón Canet    | Álex Márquez      | Dani Pedrosa     |
| 5      | 21 maj       | Frankrike      | Le Mans Bugatti         | Joan Mir      | Franco Morbidelli | Maverick Viñales |
| 6      | 4 juni       | Italien        | Mugello Circuit         | Andrea Migno  | Mattia Pasini     | Andrea Dovizioso |
| 7      | 11 juni      | Katalonien     | Circuit de Catalunya    | Joan Mir      | Álex Márquez      | Andrea Dovizioso |
| 8      | 25 juni      | TT Assen       | TT Circuit Assen        | Arón Canet    | Franco Morbidelli | Valentino Rossi  |
| 9      | 2 juli       | Tyskland       | Sachsenring             | Joan Mir      | Franco Morbidelli | Marc Márquez     |
| 10     | 6 augusti    | Tjeckien       | Masaryk Circuit, Brno   | Joan Mir      | Thomas Lüthi      | Marc Márquez     |
| 11     | 13 augusti   | Österrike      | Red Bull Ring           | Joan Mir      | Franco Morbidelli | Andrea Dovizioso |
| 12     | 27 augusti   | Storbritannien | Silverstone Circuit     | Arón Canet    | Takaaki Nakagami  | Andrea Dovizioso |
| 13     | 10 september | San Marino     | Misano                  | Romano Fenati | Thomas Lüthi      | Marc Márquez     |
| 14     | 24 september | Aragoniens GP  | Motorland Aragón        | Joan Mir      | Franco Morbidelli | Marc Márquez     |
| 15     | 15 oktober   | Japan          | Twin Ring Motegi        | Romano Fenati | Álex Márquez      | Andrea Dovizioso |
| 16     | 22 oktober   | Australien     | Phillip Island Circuit  | Joan Mir      | Miguel Oliveira   | Marc Márquez     |
| 17     | 29 oktober   | Malaysia       | Sepang                  | Joan Mir      | Miguel Oliveira   | Andrea Dovizioso |
| 18     | 12 november  | Valencia       | Circuit Ricardo Tormo   | Jorge Martín  | Miguel Oliveira   | Dani Pedrosa     |

Noter:
- ^1  - Kvällsrace i elljus.

### Poängräkning
De 15 främsta i varje race får poäng enligt tabellen nedan. Alla race räknas.
| Plats | 1  | 2  | 3  | 4  | 5  | 6  | 7 | 8 | 9 | 10 | 11 | 12 | 13 | 14 | 15 |
| ----- | -- | -- | -- | -- | -- | -- | - | - | - | -- | -- | -- | -- | -- | -- |
| Poäng | 25 | 20 | 16 | 13 | 11 | 10 | 9 | 8 | 7 | 6  | 5  | 4  | 3  | 2  | 1  |

## MotoGP

### Regeländringar
Till 2017 ändras regelverket tämligen lite. Aerodynamiska vingar förbjuds, i övrigt är regelverket mycket likt 2016.

### Team och förare 2017
Antalet team och förare ökar från 2016. KTM börjar tävla som ny konstruktör med eget team. Nya förare som tillkommer är Johann Zarco, Sam Lowes, Jonas Folger och Alex Rins från Moto2. Karel Abraham återvänder till MotoGP efter ett år i Superbike. Stefan Bradl och Eugene Laverty slutar i MotoGP till förmån för Superbike. Yonny Hernandez går ner till Moto2-klassen. I övrigt är det också rätt stora ändringar i vilka förare som kör för vilket team.
Märkesteam
- Repsol Honda: Marc Márquez och Dani Pedrosa fortsätter.
- Movistar Yamaha: Valentino Rossi fortsätter. Maverick Viñales kommer från Ecstar Suzuki istället för Jorge Lorenzo som går till Ducati.
- Ducati Corse: Andrea Dovizioso fortsätter. Jorge Lorenzo från Yamaha ersätter Andrea Iannone.
- Ecstar Suzuki: Andrea Iannone från Ducati och Alex Rins från Moto2 ersätter Aleix Espargaró och Maverick Viñales.
- Aprilia Gresini: Aleix Espargaró från Suzuki och Sam Lowes från Moto2 ersätter Alvaro Bautista och Stefan Bradl.
- KTM: Pol Espargaró och Bradley Smith som båda kommer från Tech 3 Yamaha.

Satellitteam
- LCR Honda: Cal Cruchlow fortsätter.
- Marc VDS Honda: Tito Rabat och Jack Miller fortsätter.
- Tech 3 Yamaha: Johann Zarco och Jonas Folger kommer från Moto2.
- Pramac Ducati: Danilo Petrucci och Scott Redding fortsätter.
- Avintia Racing (Ducati): Héctor Barberá och Loris Baz fortsätter.
- Aspar (Ducati): Alvaro Bautista från Aprilia och Karel Abraham från Superbike-VM ersätter Eugene Laverty och Yonny Hernández.

### Startlista MotoGP
| Nr | Förare               | Nation         | Team                           | Motorcykel | GP            | Anmärkning        |
| -- | -------------------- | -------------- | ------------------------------ | ---------- | ------------- | ----------------- |
| 4  | Andrea Dovizioso     | Italien        | Ducati Team                    | Ducati     | 1-18          |                   |
| 5  | Johann Zarco         | Frankrike      | Monster Yamaha Tech 3          | Yamaha     | 1-18          |                   |
| 7  | Hiroshi Aoyama       | Japan          | EG 0,0 Marc VDS                | Honda      | 15            | Ersatte 43 Miller |
| 8  | Héctor Barberá       | Spanien        | Reale Avintia Racing           | Ducati     | 1-18          |                   |
| 9  | Danilo Petrucci      | Italien        | Octo Pramac Racing             | Ducati     | 1-18          |                   |
| 17 | Karel Abraham        | Tjeckien       | Pull & Bear Aspar Team         | Ducati     | 1-18          |                   |
| 19 | Álvaro Bautista      | Spanien        | Pull & Bear Aspar Team         | Ducati     | 1-18          |                   |
| 21 | Katsuyuki Nakasuga   | Japan          | Yamalube Yamaha Factory Racing | Yamaha     | 15            | Wildcard          |
| 22 | Sam Lowes            | Storbritannien | Aprilia Racing Team Gresini    | Aprilia    | 1-18          |                   |
| 23 | Broc Parkes          | Australien     | Monster Yamaha Tech 3          | Yamaha     | 16            | Ersatte 94 Folger |
| 25 | Maverick Viñales     | Spanien        | Movistar Yamaha MotoGP         | Yamaha     | 1-18          |                   |
| 26 | Dani Pedrosa         | Spanien        | Repsol Honda Team              | Honda      | 1-18          |                   |
| 29 | Andrea Iannone       | Italien        | Team Suzuki Ecstar             | Suzuki     | 1-18          |                   |
| 31 | Kohta Nozane         | Japan          | Monster Yamaha Tech 3          | Yamaha     | 15            | Ersatte 94 Folger |
| 35 | Cal Crutchlow        | Storbritannien | LCR Honda                      | Honda      | 1-18          |                   |
| 36 | Mika Kallio          | Storbritannien | Red Bull KTM Factory Racing    | KTM        | 9, 11, 14, 18 | Wildcard          |
| 38 | Bradley Smith        | Storbritannien | Red Bull KTM Factory Racing    | KTM        | 1-18          |                   |
| 41 | Aleix Espargaró      | Spanien        | Aprilia Racing Team Gresini    | Aprilia    | 1-16, 18      |                   |
| 42 | Álex Rins            | Spanien        | Team Suzuki Ecstar             | Suzuki     | 1-4, 8-18     |                   |
| 43 | Jack Miller          | Australien     | EG 0,0 Marc VDS                | Honda      | 1-14, 16-18   |                   |
| 44 | Pol Espargaró        | Spanien        | Red Bull KTM Factory Racing    | KTM        | 1-18          |                   |
| 45 | Scott Redding        | Storbritannien | Octo Pramac Racing             | Ducati     | 1-18          |                   |
| 46 | Valentino Rossi      | Italien        | Movistar Yamaha MotoGP         | Yamaha     | 1-12, 14-18   |                   |
| 50 | Sylvain Guintoli     | Frankrike      | Team Suzuki Ecstar             | Suzuki     | 5-7           | Ersatte 42 Rins   |
| 51 | Michele Pirro        | Italien        | Ducati Team                    | Ducati     | 6, 13, 18     | Wildcard          |
| 53 | Tito Rabat           | Spanien        | EG 0,0 Marc VDS                | Honda      | 1-18          |                   |
| 60 | Michael van der Mark | Nederländerna  | Monster Yamaha Tech 3          | Yamaha     | 17-18         | Ersatte 94 Folger |
| 76 | Loris Baz            | Frankrike      | Reale Avintia Racing           | Ducati     | 1-18          |                   |
| 93 | Marc Márquez         | Spanien        | Repsol Honda Team              | Honda      | 1-18          |                   |
| 94 | Jonas Folger         | Tyskland       | Monster Yamaha Tech 3          | Yamaha     | 1-14          |                   |
| 99 | Jorge Lorenzo        | Spanien        | Ducati Team                    | Yamaha     | 1-18          |                   |

### Resultat MotoGP
| Omgång | Bana                    | Segrare          | Segrarens mc | Tvåa             | Trea             | Pole position    | Snabbaste varv   |
| ------ | ----------------------- | ---------------- | ------------ | ---------------- | ---------------- | ---------------- | ---------------- |
| 1      | Losail                  | Maverick Viñales | Yamaha       | Andrea Dovizioso | Valentino Rossi  | Maverick Viñales | Johann Zarco     |
| 2      | Termas de Río Hondo     | Maverick Viñales | Yamaha       | Valentino Rossi  | Cal Crutchlow    | Marc Márquez     | Maverick Viñales |
| 3      | Circuit of the Americas | Marc Márquez     | Honda        | Valentino Rossi  | Dani Pedrosa     | Marc Márquez     | Marc Márquez     |
| 4      | Jerez                   | Dani Pedrosa     | Honda        | Marc Márquez     | Jorge Lorenzo    | Dani Pedrosa     | Dani Pedrosa     |
| 5      | Le Mans Bugatti         | Maverick Viñales | Yamaha       | Johann Zarco     | Dani Pedrosa     | Maverick Viñales | Maverick Viñales |
| 6      | Mugello                 | Andrea Dovizioso | Ducati       | Maverick Viñales | Danilo Petrucci  | Maverick Viñales | Maverick Viñales |
| 7      | Catalunya               | Andrea Dovizioso | Ducati       | Marc Márquez     | Dani Pedrosa     | Dani Pedrosa     | Jonas Folger     |
| 8      | Assen                   | Valentino Rossi  | Yamaha       | Danilo Petrucci  | Marc Márquez     | Johann Zarco     | Scott Redding    |
| 9      | Sachsenring             | Marc Márquez     | Honda        | Jonas Folger     | Dani Pedrosa     | Marc Márquez     | Jonas Folger     |
| 10     | Brno                    | Marc Márquez     | Honda        | Dani Pedrosa     | Maverick Viñales | Marc Márquez     | Maverick Viñales |
| 11     | Red Bull Ring           | Andrea Dovizioso | Ducati       | Marc Márquez     | Dani Pedrosa     | Marc Márquez     | Johann Zarco     |
| 12     | Silverstone             | Andrea Dovizioso | Ducati       | Maverick Viñales | Valentino Rossi  | Marc Márquez     | Marc Márquez     |
| 13     | Misano                  | Marc Márquez     | Honda        | Danilo Petrucci  | Andrea Dovizioso | Maverick Viñales | Marc Márquez     |
| 14     | Aragón                  | Marc Márquez     | Honda        | Dani Pedrosa     | Jorge Lorenzo    | Maverick Viñales | Dani Pedrosa     |
| 15     | Motegi                  | Andrea Dovizioso | Ducati       | Marc Márquez     | Danilo Petrucci  | Johann Zarco     | Andrea Dovizioso |
| 16     | Phillip Island          | Marc Márquez     | Honda        | Valentino Rossi  | Maverick Viñales | Marc Márquez     | Johann Zarco     |
| 17     | Sepang                  | Andrea Dovizioso | Ducati       | Jorge Lorenzo    | Johann Zarco     | Dani Pedrosa     | Andrea Dovizioso |
| 18     | Valencia                | Dani Pedrosa     | Honda        | Johann Zarco     | Marc Márquez     | Marc Márquez     | Johann Zarco     |

### Mästerskapsställning MotoGP
Slutställning i förarmästerskapet efter 18 Grand Prix.
1. Marc Márquez, 298 p. Klar världsmästare efter 18 Grand Prix.
2. Andrea Dovizioso, 261 p.
3. Maverick Viñales, 230 p.
4. Dani Pedrosa, 210 p.
5. Valentino Rossi, 208 p.
6. Johann Zarco, 174 p.
7. Jorge Lorenzo, 137 p.
8. Danilo Petrucci, 124 p.
9. Cal Crutchlow, 112 p.
10. Jonas Folger, 84 p.
11. Jack Miller, 82 p.
12. Álvaro Bautista, 75 p.
13. Andrea Iannone, 70 p.
14. Scott Redding, 64 p.
15. Aleix Espargaró, 62 p.
16. Álex Rins, 59 p.
17. Pol Espargaró, 55 p.
18. Loris Baz, 45 p.
19. Tito Rabat, 35 p.
20. Karel Abraham, 32 p.
21. Bradley Smith, 29 p.
22. Héctor Barberá, 28 p.
23. Michele Pirro, 25 p.
24. Mika Kallio, 11 p.
25. Sam Lowes, 5 p.
26. Katsuyuki Nakasuga, 4 p.
27. Sylvain Guintoli, 1 p.

## Moto2

### Startlista Moto2
Preliminär startlista över ordinarie förare publicerades 9 november 2016. Den innehöll 32 förare. Det är 10 nykomlingar (rookies) i klassen. De är Andrea Locatelli, Jorge Navarro, Iker Lecuona, Fabio Quartararo, Brad Binder, Francesco Bagnaia, Tetsuta Nagashima, Axel Bassani, Stefano Manzi och Khairul Idham Pawi. 
| Nr | Förare              | Nation         | Team                        | Motorcykel | GP           | Anmärkning                      |
| -- | ------------------- | -------------- | --------------------------- | ---------- | ------------ | ------------------------------- |
| 2  | Jesko Rafin         | Schweiz        | Garage Plus Interwetten     | Kalex      | 1-           |                                 |
| 5  | Andrea Locatelli    | Italien        | Italtrans Racing Team       | Kalex      | 1-           |                                 |
| 6  | Tarran Mackenzie    | Storbritannien | Kiefer Racing               | Suter      | 5-16,        | Ordinarie efter 52 Kent         |
| 7  | Lorenzo Baldassarri | Italien        | Forward Racing Team         | Kalex      | 1-8, 10-     |                                 |
| 8  | Saeed Al Sulati     | Qatar          | QMMF Racing                 | Speed Up   | 1            | Wildcard                        |
| 9  | Jorge Navarro       | Spanien        | Federal Oil Gresini Moto2   | Kalex      | 1-16,        |                                 |
| 10 | Luca Marini         | Italien        | Forward Racing Team         | Kalex      | 1-           |                                 |
| 11 | Sandro Cortese      | Tyskland       | Dynavolt Intact GP          | Suter      | 1-           |                                 |
| 12 | Thomas Lüthi        | Schweiz        | Carxpert Interwetten        | Kalex      | 1-           |                                 |
| 14 | Héctor Garzó        | Spanien        | Tech 3 Racing               | Tech 3     | 9            | Ersatte 97 Vierge               |
| 15 | Alex de Angelis     | Italien        | Tasca Racing Scuderia Moto2 | Kalex      | 12, 17       | Ersatte 19 Siméon               |
| 15 | Alex de Angelis     | Italien        | Dynavolt Intact GP          | Suter      | 13           | Ersatte 23 Schrötter            |
| 19 | Xavier Siméon       | Belgien        | Tasca Racing Scuderia Moto2 | Kalex      | 1-11, 13-16, |                                 |
| 20 | Joe Roberts         | USA            | AGR Team                    | Kalex      | 10-          | Ny ordinarie efter 68 Hernandez |
| 21 | Franco Morbidelli   | Italien        | EG 0,0 Marc VDS             | Kalex      | 1-           |                                 |
| 22 | Federico Fuligni    | Italien        | Forward Junior Team         | Kalex      | 6, 7         | Wildcard                        |
| 22 | Federico Fuligni    | Italien        | Forward Racing Team         | Kalex      | 9            | Ersatte 10 Marini               |
| 23 | Marcel Schrötter    | Tyskland       | Dynavolt Intact GP          | Suter      | 1-10,        |                                 |
| 24 | Simone Corsi        | Italien        | Speed Up Racing             | Speed Up   | 1-           |                                 |
| 26 | Dimas Ekky Pratama  | Malaysia       | Federal Oil Gresini Moto2   | Kalex      | 17           | Ersatte 9 Navarro               |
| 27 | Iker Lecuona        | Spanien        | Garage Plus Interwetten     | Kalex      | 3-5, 7-      |                                 |
| 30 | Takaaki Nakagami    | Japan          | Idemitsu Honda Team Asia    | Kalex      | 1-           |                                 |
| 32 | Isaac Viñales       | Spanien        | SAG Team                    | Kalex      | 1-           |                                 |
| 33 | Ikuhiro Enokido     | Japan          | Teluru Motobum Racing Team  | Kalex      | 15           | Wildcard                        |
| 34 | Ryo Mizuno          | Japan          | MuSASHi RT HARC-RRO         | Kalex      | 15           | Wildcard                        |
| 37 | Augusto Fernández   | Spanien        | Speed Up Racing             | Speed Up   | 6-           | Ny ordinarie efter 47 Bassani   |
| 40 | Fabio Quartararo    | Frankrike      | Pons HP40                   | Kalex      | 1-           |                                 |
| 41 | Brad Binder         | Sydafrika      | Red Bull KTM Ajo            | KTM        | 1-2, 6-      |                                 |
| 42 | Francesco Bagnaia   | Italien        | Sky Racing Team VR46        | Kalex      | 1-           |                                 |
| 44 | Miguel Oliveira     | Portugal       | Red Bull KTM Ajo            | KTM        | 1-           |                                 |
| 45 | Tetsuta Nagashima   | Japan          | Teluru SAG Team             | Kalex      | 1-           |                                 |
| 47 | Axel Bassani        | Italien        | Speed Up Racing             | Speed Up   | 2-5          | Lämnade teamet                  |
| 49 | Axel Pons           | Spanien        | RW Racing GP                | Kalex      | 1-           |                                 |
| 52 | Danny Kent          | Storbritannien | Kiefer Racing               | Suter      | 1-3          | Lämnade teamet                  |
| 52 | Danny Kent          | Storbritannien | Garage Plus Interwetten     | Kalex      | 6            | Ersatte 27 Lecuona              |
| 52 | Danny Kent          | Storbritannien | Dynavolt Intact GP          | Suter      | 11           | Ersatte 23 Schrötter            |
| 54 | Mattia Pasini       | Italien        | Italtrans Racing Team       | Kalex      | 1-           |                                 |
| 55 | Hafizh Syahrin      | Malaysia       | Petronas Raceline Malaysia  | Kalex      | 1-           |                                 |
| 57 | Edgar Pons          | Spanien        | Pons HP40                   | Kalex      | 1-           |                                 |
| 60 | Julian Simón        | Spanien        | Carxpert Interwetten        | Kalex      | 1-2          | Ersatte 27 Lekuona              |
| 60 | Julian Simón        | Spanien        | Tech 3 Racing               | Tech 3     | 3            | Ersatte 87 Gardner              |
| 62 | Stefano Manzi       | Italien        | Sky Racing Team VR46        | Kalex      | 1-           |                                 |
| 68 | Yonny Hernandez     | Colombia       | AGR Team                    | Kalex      | 1-9          | Fick lämna teamet               |
| 73 | Álex Márquez        | Spanien        | EG 0,0 Marc VDS             | Kalex      | 1-           |                                 |
| 77 | Dominique Aegerter  | Schweiz        | Kiefer Racing               | Suter      | 1-16,        |                                 |
| 87 | Remy Gardner        | Australien     | Tech 3 Racing               | Tech 3     | 1-2, 4-      |                                 |
| 88 | Richard Cardus      | Spanien        | Speed Up Racing             | Speed Up   | 1            | Ersatte 47 Bassani              |
| 88 | Richard Cardus      | Spanien        | Red Bull KTM Ajo            | KTM        | 3-5          | Ersatte 41 Binder               |
| 89 | Khairul Idham Pawi  | Malaysia       | Idemitsu Honda Team Asia    | Kalex      | 1-           |                                 |
| 94 | Jake Dixon          | Storbritannien | Dynavolt Intact GP          | Suter      | 12           | Ersatte 23 Schrötter            |
| 97 | Xavi Vierge         | Spanien        | Tech 3 Racing               | Tech 3     | 1-8, 10-     |                                 |

### Resultat Moto2
| Omgång | Bana                    | Segrare           | Segrarens mc | Tvåa              | Trea              | Pole position     | Snabbaste varv    |
| ------ | ----------------------- | ----------------- | ------------ | ----------------- | ----------------- | ----------------- | ----------------- |
| 1      | Losail                  | Franco Morbidelli | Kalex        | Thomas Lüthi      | Takaaki Nakagami  | Franco Morbidelli | Franco Morbidelli |
| 2      | Termas de Río Hondo     | Franco Morbidelli | Kalex        | Miguel Oliveira   | Thomas Lüthi      | Miguel Oliveira   | Miguel Oliveira   |
| 3      | Circuit of the Americas | Franco Morbidelli | Kalex        | Thomas Lüthi      | Takaaki Nakagami  | Franco Morbidelli | Franco Morbidelli |
| 4      | Jerez                   | Álex Márquez      | Kalex        | Francesco Bagnaia | Miguel Oliveira   | Álex Márquez      | Franco Morbidelli |
| 5      | Le Mans Bugatti         | Franco Morbidelli | Kalex        | Francesco Bagnaia | Thomas Lüthi      | Thomas Lüthi      | Franco Morbidelli |
| 6      | Mugello                 | Mattia Pasini     | Kalex        | Thomas Lüthi      | Álex Márquez      | Franco Morbidelli | Thomas Lüthi      |
| 7      | Catalunya               | Álex Márquez      | Kalex        | Mattia Pasini     | Thomas Lüthi      | Álex Márquez      | Álex Márquez      |
| 8      | Assen                   | Franco Morbidelli | Kalex        | Thomas Lüthi      | Takaaki Nakagami  | Franco Morbidelli | Franco Morbidelli |
| 9      | Sachsenring             | Franco Morbidelli | Kalex        | Miguel Oliveira   | Francesco Bagnaia | Franco Morbidelli | Franco Morbidelli |
| 10     | Brno                    | Thomas Lüthi      | Kalex        | Álex Márquez      | Miguel Oliveira   | Mattia Pasini     | Franco Morbidelli |
| 11     | Red Bull Ring           | Franco Morbidelli | Kalex        | Álex Márquez      | Thomas Lüthi      | Mattia Pasini     | Álex Márquez      |
| 12     | Silverstone             | Takaaki Nakagami  | Kalex        | Mattia Pasini     | Franco Morbidelli | Mattia Pasini     | Franco Morbidelli |
| 13     | Misano                  | Thomas Lüthi      | Suter        | Hafizh Syahrin    | Francesco Bagnaia | Mattia Pasini     | Brad Binder       |
| 14     | Aragón                  | Franco Morbidelli | Kalex        | Mattia Pasini     | Miguel Oliveira   | Miguel Oliveira   | Mattia Pasini     |
| 15     | Motegi                  | Álex Márquez      | Kalex        | Xavi Vierge       | Hafizh Syahrin    | Takaaki Nakagami  | Álex Márquez      |
| 16     | Phillip Island          | Miguel Oliveira   | KTM          | Brad Binder       | Franco Morbidelli | Mattia Pasini     | Brad Binder       |
| 17     | Sepang                  | Miguel Oliveira   | KTM          | Brad Binder       | Franco Morbidelli | Franco Morbidelli | Miguel Oliveira   |
| 18     | Valencia                | Miguel Oliveira   | KTM          | Franco Morbidelli | Brad Binder       | Álex Márquez      | Franco Morbidelli |

### Mästerskapsställning Moto2
Slutställning i förarmästerskapet efter 18 Grand Prix.
1. Franco Morbidelli, 308 p. Klar världsmästare inför säsongens 17:e Grand Prix.
2. Thomas Lüthi, 243 p.
3. Miguel Oliveira, 241 p.
4. Álex Márquez, 201 p.
5. Francesco Bagnaia, 174 p.
6. Mattia Pasini, 148 p.
7. Takaaki Nakagami, 137 p.
8. Brad Binder, 125 p.
9. Simone Corsi, 117 p.
10. Hafizh Syahrin, 106 p.
11. Xavi Vierge, 98 p.
12. Dominique Aegerter, 88 p.
13. Fabio Quartararo, 64 p.
14. Jorge Navarro, 60 p.
15. Luca Marini, 59 p.
16. Lorenzo Baldassarri, 51 p.
17. Marcel Schrötter, 50 p.
18. Sandro Cortese, 43 p.
19. Axel Pons, 27 p.
20. Jesko Raffin, 26 p.

## Moto3

### Startlista Moto3
Preliminär startlista över ordinarie förare publicerades 9 november 2016. Den innehöll 31 förare.
| Nr | Förare                  | Nation         | Team                            | Motorcykel | GP        | Anmärkning           |
| -- | ----------------------- | -------------- | ------------------------------- | ---------- | --------- | -------------------- |
| 4  | Patrik Pulkkinen        | Finland        | Peugeot MC Saxoprint            | Pegueot    | 1-        |                      |
| 5  | Romano Fenati           | Italien        | Ongetta-Rivacold                | Honda      | 1-        |                      |
| 6  | Maria Herrera           | Spanien        | AGR Team                        | KTM        | 1-        |                      |
| 7  | Adam Norrodin           | Malaysia       | SIC Racing Team                 | Honda      | 1-        |                      |
| 8  | Nicolò Bulega           | Italien        | Sky Racing Team VR46            | KTM        | 1-        |                      |
| 10 | Dennis Foggia           | Italien        | Platinum Bay Real Estate        | KTM        | 10        | Ersatte 40 Binder    |
| 11 | Livio Loi               | Belgien        | Leopard Racing                  | Honda      | 1-        |                      |
| 12 | Marco Bezzecchi         | Italien        | CIP                             | Mahindra   | 1-        |                      |
| 13 | Maximilian Kofler       | Österrike      | Motorsport Kofler E.U.          | KTM        | 11        | Wildcard             |
| 14 | Tony Arbolino           | Italien        | Sic58 Squadra Corse             | Honda      | 1-        |                      |
| 15 | Jaume Masiá             | Spanien        | Platinum Bay Real Estate        | KTM        | 11        | Ersatte 40 Binder    |
| 16 | Andrea Migno            | Italien        | Sky Racing Team VR46            | KTM        | 1-        |                      |
| 17 | John McPhee             | Storbritannien | GB Team                         | Honda      | 1-        |                      |
| 18 | Gabriel Martínez-Ábrego | Mexiko         | Motomex Team Moto3              | KTM        | 3, 10, 11 | Wildcard             |
| 19 | Gabriel Rodrigo         | Argentina      | RBA Racing Team                 | KTM        | 1-5, 7-   |                      |
| 21 | Fabio Di Giannantonio   | Italien        | Gresini Racing Moto3            | Honda      | 1-        |                      |
| 23 | Niccolò Antonelli       | Italien        | Red Bull KTM Ajo                | KTM        | 1-8       |                      |
| 24 | Tatsuki Suzuki          | Japan          | Sic58 Squadra Corse             | Honda      | 1-        |                      |
| 27 | Kaito Toba              | Japan          | Honda Team Asia                 | Honda      | 1-        |                      |
| 28 | Ryan van de Lagemaat    | Nederländerna  | Lamotec Lagemaat Racing         | KTM        | 8         | Wildcard             |
| 30 | Eduardo Sintoni         | Italien        | 3570-MTA                        | Mahindra   | 6         | Wildcard             |
| 31 | Raul Fernandez          | Spanien        | Mahindra MRW Aspar Team         | Mahindra   | 4         | Wildcard             |
| 31 | Raul Fernandez          | Spanien        | Mahindra Gaviota Aspar          | Mahindra   | 8-9       | Ersatte 75 Arenas    |
| 33 | Enea Bastianini         | Italien        | Estrella Galicia 0,0            | Honda      | 1-        |                      |
| 36 | Joan Mir                | Spanien        | Leopard Racing                  | KTM        | 1-        |                      |
| 40 | Darryn Binder           | Sydafrika      | Platinum Bay Real Estate        | KTM        | 1-9,      |                      |
| 41 | Nakarin Atiratphuvapat  | Thailand       | Honda Team Asia                 | Honda      | 1-        |                      |
| 42 | Marcos Ramírez          | Spanien        | Platinum Bay Real Estate        | KTM        | 1-        |                      |
| 44 | Arón Canet              | Spanien        | Estrella Galicia 0,0            | Honda      | 1-        |                      |
| 48 | Lorenzo Dallaporta      | Italien        | Pull & Bear Aspar Mahindra Team | Mahindra   | 1-        |                      |
| 52 | Danny Kent              | Storbritannien | Red Bull KTM Ajo                | KTM        | 5         | Wildcard             |
| 52 | Danny Kent              | Storbritannien | Red Bull KTM Ajo                | KTM        | 9         | Ersatte 23 Antonelli |
| 58 | Juanfran Guevara        | Spanien        | RBA Racing Team                 | KTM        | 1-        |                      |
| 63 | Vicente Perez           | Spanien        | Reale Avintia Academy           | KTM        | 4, 7      | Wildcard             |
| 64 | Bo Bendsneyder          | Nederländerna  | Red Bull KTM Ajo                | KTM        | 1-        |                      |
| 65 | Philipp Öttl            | Tyskland       | Schedl GP Racing                | KTM        | 1-        |                      |
| 71 | Ayumu Sasaki            | Japan          | SIC Racing Team                 | Honda      | 1-        |                      |
| 75 | Albert Arenas           | Spanien        | Aspar Team Moto3                | Mahindra   | 1-6, 10-  |                      |
| 77 | Tim Georgi              | Tyskland       | Freudenberg Racing Team         | KTM        | 9, 10     | Wildcard             |
| 81 | Aleix Viu               | Spanien        | 42 Motorsport                   | KTM        | 7         | Wildcard             |
| 84 | Jakub Kornfeil          | Tjeckien       | Peugeot MC Saxoprint            | Pegueot    | 1-        |                      |
| 88 | Jorge Martín            | Spanien        | Gresini Racing Moto3            | Honda      | 1-        |                      |
| 95 | Jules Danilo            | Frankrike      | Ongetta-Rivacold                | Honda      | 1-        |                      |
| 96 | Manuel Pagliani         | Italien        | CIP                             | Mahindra   | 1-        |                      |

### Resultat Moto3
| Omgång | Bana                    | Segrare       | Segrarens mc | Tvåa                  | Trea                  | Pole position   | Snabbaste varv        |
| ------ | ----------------------- | ------------- | ------------ | --------------------- | --------------------- | --------------- | --------------------- |
| 1      | Losail                  | Joan Mir      | Honda        | John McPhee           | Jorge Martín          | Jorge Martín    | Fabio Di Giannantonio |
| 2      | Termas de Río Hondo     | Joan Mir      | Honda        | John McPhee           | Jorge Martín          | John McPhee     | Romano Fenati         |
| 3      | Circuit of the Americas | Romano Fenati | Honda        | Jorge Martín          | Fabio Di Giannantonio | Arón Canet      | Arón Canet            |
| 4      | Jerez                   | Arón Canet    | Honda        | Romano Fenati         | Joan Mir              | Jorge Martín    | Andrea Migno          |
| 5      | Le Mans Bugatti         | Joan Mir      | Honda        | Arón Canet            | Fabio Di Giannantonio | Jorge Martín    | Joan Mir              |
| 6      | Mugello                 | Andrea Migno  | KTM          | Fabio Di Giannantonio | Juanfran Guevara      | Jorge Martín    | Arón Canet            |
| 7      | Catalunya               | Joan Mir      | Honda        | Romano Fenati         | Jorge Martín          | Jorge Martín    | Jorge Martín          |
| 8      | Assen                   | Arón Canet    | Honda        | Romano Fenati         | John McPhee           | Jorge Martín    | Arón Canet            |
| 9      | Sachsenring             | Joan Mir      | Honda        | Romano Fenati         | Marcos Ramírez        | Arón Canet      | Joan Mir              |
| 10     | Brno                    | Joan Mir      | Honda        | Romano Fenati         | Arón Canet            | Gabriel Rodrigo | Joan Mir              |
| 11     | Red Bull Ring           | Joan Mir      | Honda        | Philipp Öttl          | Jorge Martín          | Gabriel Rodrigo | Jaume Masiá           |
| 12     | Silverstone             | Arón Canet    | Honda        | Enea Bastianini       | Jorge Martín          | Romano Fenati   | Jorge Martín          |
| 13     | Misano                  | Romano Fenati | Honda        | Joan Mir              | Fabio Di Giannantonio | Enea Bastianini | Romano Fenati         |
| 14     | Aragón                  | Joan Mir      | Honda        | Fabio Di Giannantonio | Enea Bastianini       | Jorge Martín    | Fabio Di Giannantonio |
| 15     | Motegi                  | Romano Fenati | Honda        | Niccolò Antonelli     | Marco Bezzecchi       | Nicolò Bulega   | Romano Fenati         |
| 16     | Phillip Island          | Joan Mir      | Honda        | Livio Loi             | Jorge Martín          | Jorge Martín    | Gabriel Rodrigo       |
| 17     | Sepang                  | Joan Mir      | Honda        | Jorge Martín          | Enea Bastianini       | Joan Mir        | Adam Norrodin         |
| 18     | Valencia                | Jorge Martín  | Honda        | Joan Mir              | Marcos Ramírez        | Jorge Martín    | Marcos Ramírez        |

### Mästerskapsställning Moto3
Slutställning i förarmästerskapet efter 18 Grand Prix.
1. Joan Mir, 341 p. Klar världsmästare efter 16 Grand Prix.
2. Romano Fenati, 248 p.
3. Arón Canet, 199 p.
4. Jorge Martín, 196 p.
5. Fabio Di Giannantonio, 153 p.
6. Enea Bastianini, 141 p.
7. John McPhee, 131 p.
8. Marcos Ramírez, 123 p.
9. Andrea Migno, 118 p.
10. Philipp Öttl, 105 p.
11. Juanfran Guevara, 88 p.
12. Nicolò Bulega, 81 p.
13. Livio Loi, 80 p.
14. Tatsuki Suzuki, 71 p.
15. Bo Bendsneyder, 65 p.
16. Gabriel Rodrigo, 54 p.
17. Adam Norrodin, 42 p.
18. Niccolò Antonelli, 38 p.
19. Darryn Binder, 35 p.
20. Ayumu Sasaki, 32 p.
21. Jules Danilo, 29 p.

## Övriga VM-klasser
FIM delar ut världsmästerskap i fem klasser utöver de tre Grand Prix-klasserna: Superbike, Supersport, Supersport 300, Endurance och Sidvagn. Supersport 300 är en ny VM-klass för 2017.

### Endurance
Endurance-VM för motorcyklar genomgår en större förändring. Säsongen börjar redan i september 2016 med den klassiska 24-timmars tävlingen Bol d'Or som återkommer till VM-programmet. Preliminär tävlingskalender för säsongen 2016/2017 med sex deltävlingar: Bol d'Or 16-17 september 2016, Portimão 12-timmars 18 mars 2017, Le Mans 24-timmars 22-23 april, Oschersleben 8-timmars 20 maj, ännu ej bestämd bana i Europa 24 juni och Suzuka 8-timmars 30 juli.